# Talsperre Zambujo
Die Talsperre Zambujo (portugiesisch Barragem de Zambujo) liegt in der Region Alentejo Portugals im Distrikt Portalegre. Sie staut den Ribeira do Zambujo zu einem Stausee auf. Die Kleinstadt Alter do Chão befindet sich ungefähr fünf Kilometer nordöstlich der Talsperre.
Mit dem Projekt zur Errichtung der Talsperre wurde im Jahre 1989 begonnen. Der Bau wurde 1994 fertiggestellt. Die Talsperre dient der Trinkwasserversorgung. Sie ist im Besitz der Kreisverwaltung von Alter do Chão, der C. M. Alter do Chão.

## Absperrbauwerk
Das Absperrbauwerk besteht aus einem Staudamm mit einer Höhe von 24 m über der Gründungssohle (12 m über dem Flussbett). Die Dammkrone liegt auf einer Höhe von 199 m über dem Meeresspiegel. Die Länge der Dammkrone beträgt 209,5 m und ihre Breite 4 m. Das Volumen des Staudamms umfasst 73.200 m³.
Der Staudamm verfügt sowohl über einen Grundablass als auch über eine Hochwasserentlastung. Über den Grundablass können maximal 1,75 m³/s abgeleitet werden, über die Hochwasserentlastung maximal 13,25 m³/s.

## Stausee
Beim normalen Stauziel von 197,2 m (maximal 197,92 m bei Hochwasser) erstreckt sich der Stausee über eine Fläche von rund 0,37 km² und fasst 1,25 Mio. m³ Wasser – davon können 1,229 Mio. m³ genutzt werden. Das minimale Stauziel liegt bei 190 m.